# Dragutin Čelić
Dragutin Čelić (ur. 19 sierpnia 1962 w Imotskim) – chorwacki piłkarz występujący na pozycji obrońcy.

## Kariera klubowa
Čelić karierę rozpoczynał w zespole NK Solin. W 1982 roku przeszedł do Hajduka Split, grającego w pierwszej lidze jugosłowiańskiej. Wraz z tym zespołem wywalczył dwa wicemistrzostwa Jugosławii (1983, 1985) oraz dwa Puchary Jugosławii (1984, 1987).
Pod koniec 1990 roku Čelić przeszedł do niemieckiej Herthy. W Bundeslidze zadebiutował 8 grudnia 1990 w zremisowanym 0:0 meczu z Bayerem Uerdingen. 25 maja 1991 w przegranym 3:7 pojedynku z Bayernem Monachium strzelił swojego pierwszego gola w Bundeslidze. W sezonie 1990/1991 spadł z Herthą do 2. Bundesligi.
W 1992 roku Čelić odszedł do innego drugoligowca, FC Carl Zeiss Jena. Spędził tam sezon 1992/1993. Następnie grał w TV Hardheim, a w 1994 roku został graczem austriackiego FC Linz. Jego barw bronił przez jeden sezon, w tym czasie występując w austriackiej Bundeslidze. W 1995 roku zakończył karierę.

## Kariera reprezentacyjna
W reprezentacji Chorwacji Čelić zadebiutował 17 października 1990 w wygranym 2:1 towarzyskim meczu ze Stanami Zjednoczonymi. W latach 1990–1993 w drużynie narodowej rozegrał trzy spotkania.